# Saint-Connec
Saint-Connec is een gemeente in het Franse departement Côtes-d'Armor (regio Bretagne) en telt 296 inwoners (2005). De plaats maakt deel uit van het arrondissement Guingamp.

## Geografie
De oppervlakte van Saint-Connec bedraagt 10,8 km², de bevolkingsdichtheid is 27,4 inwoners per km².
De onderstaande kaart toont de ligging van Saint-Connec met de belangrijkste infrastructuur en aangrenzende gemeenten.

## Demografie
Onderstaande figuur toont het verloop van het inwonertal (bron: INSEE-tellingen).
1. ↑  Populations de référence 2022.